# Olympische Sommerspiele 1948/Teilnehmer (Italien)
| Gelbes Symbol für Goldmedaillen mit stilisierten Olympischen Ringen | Graues Symbol für Silbermedaillen mit stilisierten Olympischen Ringen | Braundes Symbol für Bronzemedaillen mit stilisierten Olympischen Ringen |
| ------------------------------------------------------------------- | --------------------------------------------------------------------- | ----------------------------------------------------------------------- |
| 8                                                                   | 11                                                                    | 8                                                                       |

Italien nahm an den Olympischen Sommerspielen 1948 in London mit einer Delegation von 215 Athleten (195 Männer und 20 Frauen) an 89 Wettkämpfen in 16 Wettbewerben teil.
Die italienischen Sportler gewannen acht Gold-, elf Silber- und acht Bronzemedaillen. Damit belegte Italien im Medaillenspiegel den fünften Platz. Nicht berücksichtigt sind dabei die Medaillengewinne in den Kunstwettbewerben, die für den offiziellen Medaillenspiegel der Spiele nicht hinzugezählt werden. Fahnenträger bei der Eröffnungsfeier war der Leichtathlet Gianni Rocca.

## Teilnehmer nach Sportarten

### Basketball
- 17. Platz
Carlo Cerioni
Ezio Mantelli
Federico Marietti
Giancarlo Marinelli
Giancarlo Primo
Gianfranco Bersani
Giovanni Nesti
Luigi Rapini
Renzo Ranuzzi
Romeo Romanutti
Sergio Ferriani
Sergio Stefanini
Valentino Pellarini
Vittorio Tracuzzi

### Boxen
- Spartaco Bandinelli
Fliegengewicht: Silber

- Giovanni Zuddas
Bantamgewicht: Silber

- Ernesto Formenti
Federgewicht: Gold

- Mario Minatelli
Leichtgewicht: in der 1. Runde ausgeschieden

- Alessandro D’Ottavio
Weltergewicht: Bronze

- Ivano Fontana
Mittelgewicht: Bronze

- Giacomo di Segni
Halbschwergewicht: im Viertelfinale ausgeschieden

- Uber Baccilieri
Schwergewicht: im Viertelfinale ausgeschieden

### Fechten
Männer
- Manlio Di Rosa
Florett: 6. Platz
Florett Mannschaft: Silber

- Renzo Nostini
Florett: im Halbfinale ausgeschieden
Florett Mannschaft: Silber 
Säbel Mannschaft: Silber

- Giuliano Nostini
Florett: im Halbfinale ausgeschieden
Florett Mannschaft: Silber

- Saverio Ragno
Florett Mannschaft: Silber

- Giorgio Pellini
Florett Mannschaft: Silber

- Edoardo Mangiarotti
Degen: Bronze 
Florett Mannschaft: Silber 
Degen Mannschaft: Silber

- Luigi Cantone
Degen: Gold 
Degen Mannschaft: Silber

- Carlo Agostoni
Degen: 7. Platz
Degen Mannschaft: Silber

- Marco Antonio Mandruzzato
Degen Mannschaft: Silber

- Dario Mangiarotti
Degen Mannschaft: Silber

- Fiorenzo Marini
Degen Mannschaft: Silber

- Vincenzo Pinton
Säbel: Silber 
Säbel Mannschaft: Silber

- Gastone Darè
Säbel: 6. Platz
Säbel Mannschaft: Silber

- Carlo Turcato
Säbel: im Halbfinale ausgeschieden
Säbel Mannschaft: Silber

- Mauro Racca
Säbel Mannschaft: Silber

- Aldo Montano
Säbel Mannschaft: Silber

Frauen
- Velleda Cesari
Florett: 7. Platz

- Irene Camber
Florett: im Halbfinale ausgeschieden

- Elena Libera
Florett: im Viertelfinale ausgeschieden

### Fußball
- im Viertelfinale ausgeschieden

Adone Stellin
Angelo Turconi
Cesare Presca
Emilio Caprile
Emidio Cavigioli
Francesco Pernigo
Giacomo Mari
Guglielmo Giovannini
Giuseppe Casari
Maino Neri
Tommaso Maestrelli
Valerio Cassani
nicht eingesetzt:
Glauco Vanz
Francesco Antonazzi
Romolo Bizzotto
Enzo Menegotti
Renzo Burini
Egisto Pandolfini
Trainer:
Vittorio Pozzo

### Gewichtheben
- Giuseppe Colantuono
Leichtgewicht: 12. Platz

### Kunstwettbewerbe
- Filippo Tallone
- Omero Taddeini
- Filippo Sgarlata
- Angelo Savelli
- Mimma Riccobaldi del Bava
- Giuseppe Riccobaldi del Bava
- Domenico Purificato
- Vittorio Piscopo
- Mario Panunzi
- Dagoberto Ortensi
- Marino Mazzacurati
- Alessandro Manzo
- Corrado Mancioli
- Mino Maccari
- Felice Ludovisi
- Leoncillo Leonardi
- Emilio Greco
- Renato Giovanelli
- Mario Ghedina
- Carlo Di Maria
- Angelo Di Castro
- Gino De Finetti
- Hugo Daini
- Mario Cortiello
- Giorgio Caproni
- Giuseppe Capogrossi
- Michele Caballo Galleano
- Luigi Bartolini
- Sergio Lauricella
Soloinstrumente und Kammermusik: Bronze

- Gabriele Bianchi
Kompositionen für Singstimme: Bronze

- Giovanni Stradone
Ölgemälde und Aquarelle: Silber

- Giani Stuparich
Epische Werke: Gold

### Leichtathletik
Männer
- Salvatore Costantino
Marathon: Rennen nicht beendet

- Ottavio Missoni
400 m Hürden: 6. Platz
4-mal-400-Meter-Staffel: Rennen nicht beendet

- Enrico Perucconi
4-mal-100-Meter-Staffel: Bronze

- Antonio Siddi
4-mal-100-Meter-Staffel: Bronze 
4-mal-400-Meter-Staffel: Rennen nicht beendet

- Carlo Monti
4-mal-100-Meter-Staffel: Bronze

- Michele Tito
4-mal-100-Meter-Staffel: Bronze

- Gianni Rocca
4-mal-400-Meter-Staffel: Rennen nicht beendet

- Luigi Paterlini
4-mal-400-Meter-Staffel: Rennen nicht beendet

- Gianni Corsaro
10.000 m Gehen: 8. Platz

- Pino Dordoni
10.000 m Gehen: 9. Platz

- Salvatore Cascino
50 km Gehen: 14. Platz

- Francesco Pretti
50 km Gehen: Rennen nicht beendet

- Valentino Bertolini
50 km Gehen: Rennen nicht beendet

- Adolfo Consolini
Diskuswurf: Gold

- Giuseppe Tosi
Diskuswurf: Silber

- Giorgio Oberweger
Diskuswurf: 15. Platz

- Teseo Taddia
Hammerwurf: 7. Platz

Frauen
- Liliana Tagliaferri
100 m: im Halbfinale ausgeschieden
4-mal-100-Meter-Staffel: im Vorlauf ausgeschieden

- Mirella Avalle
4-mal-100-Meter-Staffel: im Vorlauf ausgeschieden

- Anna Maria Cantù
4-mal-100-Meter-Staffel: im Vorlauf ausgeschieden

- Marcella Jeandeau
4-mal-100-Meter-Staffel: im Vorlauf ausgeschieden

- Silvana Pierucci
Weitsprung: 14. Platz

- Amelia Piccinini
Kugelstoßen: Silber

- Edera Cordiale
Diskuswurf: Silber

- Gabre Gabric
Diskuswurf: 17. Platz

### Moderner Fünfkampf
- Giulio Palmonella
Einzel: 15. Platz

- Roberto Curcio
Einzel: 19. Platz

- Duilio Brignetti
Einzel: 25. Platz

### Radsport
- Alfo Ferrari
Straßenrennen: 9. Platz
Straßenrennen Mannschaftswertung: 4. Platz

- Silvio Pedroni
Straßenrennen: 10. Platz
Straßenrennen Mannschaftswertung: 4. Platz

- Franco Fanti
Straßenrennen: 19. Platz
Straßenrennen Mannschaftswertung: 4. Platz

- Livio Isotti
Straßenrennen: 20. Platz
Straßenrennen Mannschaftswertung: 4. Platz

- Mario Ghella
Bahn Sprint: Gold

- Gino Guerra
Bahn 1000 m Zeitfahren: 9. Platz

- Ferdinando Terruzzi
Bahn Tandem-Sprint 2000 m: Gold

- Renato Perona
Bahn Tandem-Sprint 2000 m: Gold

- Arnaldo Benfenati
Bahn Mannschaftsverfolgung 4000 m: Silber

- Guido Bernardi
Bahn Mannschaftsverfolgung 4000 m: Silber

- Anselmo Citterio
Bahn Mannschaftsverfolgung 4000 m: Silber

- Rino Pucci
Bahn Mannschaftsverfolgung 4000 m: Silber

### Reiten
- Alessandro Bettoni Cazzago
Springreiten: ausgeschieden
Springreiten Mannschaft: ausgeschieden

- Gerardo Conforti
Springreiten: ausgeschieden
Springreiten Mannschaft: ausgeschieden

- Piero D’Inzeo
Springreiten: ausgeschieden
Springreiten Mannschaft: ausgeschieden

- Fabio Mangilli
Vielseitigkeit: 8. Platz
Vielseitigkeit Mannschaft: ausgeschieden

- Raimondo D’Inzeo
Vielseitigkeit: 30. Platz
Vielseitigkeit Mannschaft: ausgeschieden

- Eugenio Monterosso
Vielseitigkeit: ausgeschieden
Vielseitigkeit Mannschaft: ausgeschieden

### Ringen
- Pietro Lombardi
Fliegengewicht, griechisch-römisch: Gold

- Francesco Suppo
Bantamgewicht, griechisch-römisch: in der 2. Runde ausgeschieden

- Luigi Campanella
Federgewicht, griechisch-römisch: 5. Platz

- Giacomo Gesino
Leichtgewicht, griechisch-römisch: in der 3. Runde ausgeschieden

- Luigi Rigamonti
Weltergewicht, griechisch-römisch: in der 3. Runde ausgeschieden

- Ercole Gallegati
Mittelgewicht, griechisch-römisch: Bronze

- Umberto Silvestri
Halbschwergewicht, griechisch-römisch: in der 2. Runde ausgeschieden

- Guido Fantoni
Schwergewicht, griechisch-römisch: Bronze

- Marco Gavelli
Federgewicht, Freistil: in der 3. Runde ausgeschieden

- Garibaldo Nizzola
Leichtgewicht, Freistil: 4. Platz

- Oscar Verona
Halbschwergewicht, Freistil: in der 3. Runde ausgeschieden

### Rudern
- Romolo Catasta
Einer: Bronze

- Mario Ustolin
Doppel-Zweier: im Halbfinale ausgeschieden

- Francesco Dapiran
Doppel-Zweier: im Halbfinale ausgeschieden

- Felice Fanetti
Zweier ohne Steuermann: Bronze

- Bruno Boni
Zweier ohne Steuermann: Bronze

- Giovanni Steffè
Zweier mit Steuermann: Silber

- Aldo Tarlao
Zweier mit Steuermann: Silber

- Alberto Radi
Zweier mit Steuermann: Silber

- Giuseppe Moioli
Vierer ohne Steuermann: Gold

- Elio Morille
Vierer ohne Steuermann: Gold

- Giovanni Invernizzi
Vierer ohne Steuermann: Gold

- Franco Faggi
Vierer ohne Steuermann: Gold

- Reginaldo Polloni
Vierer mit Steuermann: im Halbfinale ausgeschieden

- Francesco Gotti
Vierer mit Steuermann: im Halbfinale ausgeschieden

- Renato Macario
Vierer mit Steuermann: im Halbfinale ausgeschieden

- Riccardo Cerutti
Vierer mit Steuermann: im Halbfinale ausgeschieden

- Domenico Cambieri
Vierer mit Steuermann: im Halbfinale ausgeschieden

- Angelo Fioretti
Achter mit Steuermann: im Halbfinale ausgeschieden

- Mario Acchini
Achter mit Steuermann: im Halbfinale ausgeschieden

- Fortunato Maninetti
Achter mit Steuermann: im Halbfinale ausgeschieden

- Bonifacio De Bortoli
Achter mit Steuermann: im Halbfinale ausgeschieden

- Enrico Ruberti
Achter mit Steuermann: im Halbfinale ausgeschieden

- Pietro Sessa
Achter mit Steuermann: im Halbfinale ausgeschieden

- Ezio Acchini
Achter mit Steuermann: im Halbfinale ausgeschieden

- Luigi Gandini
Achter mit Steuermann: im Halbfinale ausgeschieden

- Alessandro Bardelli
Achter mit Steuermann: im Halbfinale ausgeschieden

### Schießen
- Michelangelo Borriello
Schnellfeuerpistole 25 m: 9. Platz

- Walter Boninsegni
Schnellfeuerpistole 25 m: 15. Platz

- Ferdinando Bernini
Schnellfeuerpistole 25 m: 49. Platz

- Stefano Margotti
Freie Pistole 50 m: 36. Platz

- Rinaldo Capuzzi
Kleinkalibergewehr liegend 50 m: 54. Platz

- Luigi Adami
Kleinkalibergewehr liegend 50 m: 59. Platz

### Segeln
- Livio Spanghero
Firefly: 14. Platz

- Dario Salata
Swallow: 6. Platz

- Achille Roncoroni
Swallow: 6. Platz

- Agostino Straulino
Star: 5. Platz

- Nicolò Rode
Star: 5. Platz

- Giuseppe Canessa
Drachen: 5. Platz

- Bruno Bianchi
Drachen: 5. Platz

- Luigi De Manincor
Drachen: 5. Platz

- Giovanni Reggio
6-Meter-Klasse: 8. Platz

- Giorgio Audizio
6-Meter-Klasse: 8. Platz

- Renato Cosentino
6-Meter-Klasse: 8. Platz

- Beppe Croce
6-Meter-Klasse: 8. Platz

- Gennaro De Luca
6-Meter-Klasse: 8. Platz

- Luigi Poggi
6-Meter-Klasse: 8. Platz

- Enrico Poggi
6-Meter-Klasse: 8. Platz

### Turnen
Männer
- Guido Figone
Einzelmehrkampf: 9. Platz
Boden: 16. Platz
Pferdsprung: 18. Platz
Barren: 13. Platz
Reck: 15. Platz
Ringe: 39. Platz
Seitpferd: 5. Platz
Mannschaftsmehrkampf: 5. Platz

- Luigi Zanetti
Einzelmehrkampf: 26. Platz
Boden: 10. Platz
Pferdsprung: 73. Platz
Barren: 26. Platz
Reck: 25. Platz
Ringe: 62. Platz
Seitpferd: 4. Platz
Mannschaftsmehrkampf: 5. Platz

- Savino Guglielmetti
Einzelmehrkampf: 32. Platz
Boden: 76. Platz
Pferdsprung: 55. Platz
Barren: 11. Platz
Reck: 27. Platz
Ringe: 40. Platz
Seitpferd: 19. Platz
Mannschaftsmehrkampf: 5. Platz

- Domenico Grosso
Einzelmehrkampf: 40. Platz
Boden: 59. Platz
Pferdsprung: 44. Platz
Barren: 49. Platz
Reck: 33. Platz
Ringe: 60. Platz
Seitpferd: 22. Platz
Mannschaftsmehrkampf: 5. Platz

- Quinto Vadi
Einzelmehrkampf: 42. Platz
Boden: 65. Platz
Pferdsprung: 60. Platz
Barren: 44. Platz
Reck: 33. Platz
Ringe: 57. Platz
Seitpferd: 13. Platz
Mannschaftsmehrkampf: 5. Platz

- Danilo Fioravanti
Einzelmehrkampf: 51. Platz
Boden: 34. Platz
Pferdsprung: 79. Platz
Barren: 39. Platz
Reck: 33. Platz
Ringe: 67. Platz
Seitpferd: 52. Platz
Mannschaftsmehrkampf: 5. Platz

- Ettore Perego
Einzelmehrkampf: 57. Platz
Boden: 54. Platz
Pferdsprung: 56. Platz
Barren: 71. Platz
Reck: 49. Platz
Ringe: 101. Platz
Seitpferd: 12. Platz
Mannschaftsmehrkampf: 5. Platz

- Egidio Armelloni
Einzelmehrkampf: 72. Platz
Boden: 75. Platz
Pferdsprung: 110. Platz
Barren: 52. Platz
Reck: 53. Platz
Ringe: 72. Platz
Seitpferd: 38. Platz
Mannschaftsmehrkampf: 5. Platz

Frauen
- Laura Micheli
Mannschaftsmehrkampf: 8. Platz

- Elena Santoni
Mannschaftsmehrkampf: 8. Platz

- Licia Macchini
Mannschaftsmehrkampf: 8. Platz

- Wanda Nuti
Mannschaftsmehrkampf: 8. Platz

- Lilia Torriani
Mannschaftsmehrkampf: 8. Platz

- Renata Bianchi
Mannschaftsmehrkampf: 8. Platz

- Norma Icardi
Mannschaftsmehrkampf: 8. Platz

- Luciana Pezzoni
Mannschaftsmehrkampf: 8. Platz

### Wasserball
- Gold 
Gildo Arena
Pasquale Buonocore
Emilio Bulgarelli
Aldo Ghira
Mario Majoni
Geminio Ognio
Gianfranco Pandolfini
Tullio Pandolfini
Cesare Rubini